# Kathrine Olldag
Kathrine Olldag, née le 20 décembre 1972 à Døvling (Danemark), est une femme politique danoise, membre de Radikale Venstre.

## Biographie
Engagée au sein de Radikale Venstre, elle est élue députée au Folketing pour la circonscription de Seeland à l'occasion des élections législatives du 4 juin 2019. Après le scrutin, elle devient la porte-parole de son groupe parlementaire pour les questions fiscales et communales.
Le 7 octobre 2020, après que Morten Østergaard ait démissionné de son poste de leader de Radikale Venstre, elle soutient la candidature victorieuse de Sofie Carsten Nielsen lors du vote du groupe parlementaire pour élire son successeur.
En août 2021, après la démission du député Kristian Hegaard, elle récupère son rôle de porte-parole de son groupe pour les questions d'immigration et d'intégration, tout en conservant ses autres missions.
Elle est candidate à un second mandat lors des élections législatives du 1er novembre 2022, cette fois-ci dans la circonscription du Jutland de l'Ouest, mais échoue à être réélue alors que son parti perd plus de la moitié de ses sièges lors du scrutin. En janvier 2023, elle devient conseillère en chef pour le développement politique pour la confédération patronale Dansk Industri (en). Elle reprend alors le poste de Christina Egelund, nommée au gouvernement le mois précédent.
En juillet 2023, elle annonce sa candidature pour être la tête de liste de son parti aux élections européennes de 2024. Elle doit alors affronter deux autres anciens députés, Anne Sophie Callesen et Rasmus Helveg Petersen, ainsi que l'ancienne présidente du mouvement de jeunesse du parti Sigrid Friis Frederiksen. Elle annonce renoncer à cette candidature en septembre, après avoir été recrutée comme chef politique par l'association professionnelle Cirkulær.